# Тонер

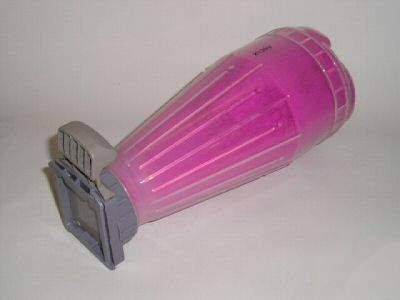
Банка с цветным тонером для заправки принтера

То́нер — обладающее особыми свойствами чёрное или цветное порошкообразное вещество, который переносится с помощью электрографического принципа на заранее специальным образом заряженный фотобарабан и формирует на нём видимое изображение, которое затем переносится на бумагу.
С тонером также связаны следующие термины:
Носитель (англ. Carrier) — частицы материала с магнитными свойствами, используемые для переноса немагнитного тонера к фотобарабану.
Девелопер (англ. Developer) — смесь материалов, подаваемая к фотобарабану. В двухкомпонентных машинах это смесь тонера и носителя, а в однокомпонентных машинах — только тонер. Термин аналогичен применяемому в фотографии термину проявитель, но обычно в русскоязычной литературе не переводится.

## Цвет тонера
В монохромных принтерах (здесь и далее по тексту принтером называется любая электрографическая машина: лазерный принтер, или копировальный аппарат) практически всегда используется тонер черного цвета. Для некоторых устаревших монохромных устройств (например, Canon FC-2, Canon NP-1215) выпускались сменные картриджи с цветным тонером, что позволяло использовать цвет в оформлении документов.
В полноцветных принтерах используются тонеры со стандартными для полиграфии цветами: черный, пурпурный (magenta), голубой (cyan) и жёлтый (цветовая схема CMYK).

## Физические свойства
Частицы тонера в среднем имеют размеры от 5 до 30 микрометров. Ранние поколения принтеров использовали более крупнодисперсный тонер. Крупные частицы тонера облегчали очистку фотобарабана от неиспользованного тонера, давали насыщенное плотное изображение. Однако, разрешающая способность в 300 dpi скоро оказалась недостаточной и стали выпускаться всё более мелкодисперсные тонеры (и соответствующие принтеры). Такие тонеры уже не способны дать плотный растр, что делает невозможным печать на плёнке с целью получения фотонегатива, например, для изготовления печатных плат.
Для использования в электрографическом процессе частицы тонера должны обладать диэлектрическими свойствами и хорошо электризоваться в процессе перемешивания. Количество тонера, попавшего при проявлении скрытого изображения на фотобарабан зависит от разности заряда на поверхности фотобарабана и собственного заряда частиц тонера.
К фотобарабану тонер подается с помощью специального проявляющего (девелоперного) вала. В некоторых принтерах проявляющий вал покрыт диэлектрическим материалом, при этом тонер удерживается на поверхности вала за счет электростатического притяжения.
Однако, чаще всего проявляющий вал изготавливается из металла, а внутри вала устанавливается постоянный магнит, удерживающий девелопер на поверхности вала. Такой вал проявления называют магнитным валом. Существует два варианта работы такой системы.
Однокомпонентный девелопер: Частицы тонера обладают магнитными свойствами и самостоятельно удерживаются на поверхности намагниченного вала.
Двухкомпонентный девелопер: Частицы тонера не обладают магнитными свойствами и переносятся к фотобарабану магнитными частицами носителя. Носитель в процессе печати практически не расходуется, а тонер периодически добавляется в смесь девелопера.
Тонер на бумаге закрепляется путём расплавления и впрессовывания в структуру бумаги, поэтому одно из обязательных требований к материалу — легкоплавкость.

## Химический состав
Частицы тонера изготавливаются из различных полимеров, например из полиакрилата стирола с добавлением красителей.
Для придания магнитных свойств в состав тонера включают магнитные материалы, например, магнетит. Для этого магнитные частицы заключаются внутрь полимерной оболочки.
Поскольку магнитные материалы обычно имеют темный цвет, то цветные виды тонера всегда делаются немагнитными.

## Производство тонера
Первоначально тонер производился путём измельчения исходного материала, однако при этом форма частиц получается граненая, с острыми кромками, что приводит к повышенному износу частей принтера. При измельчении также трудно выдержать нужный размер частиц.
Для современных принтеров частицы тонера производятся («выращиваются») в специальном процессе так, чтобы получить форму, близкую к сферической с малым разбросом размера.

## Вред тонера
Тонер в виде порошка (до нагрева на бумаге) может представлять опасность для здоровья человека, особенно при вдыхании. При работе с тонером, например, при заправке, требуется соблюдать ряд предосторожностей, например, использовать латексные перчатки, респиратор либо, как минимум, медицинскую маску. Помещение должно быть оборудовано вытяжкой. Также для удаления излишков тонера используют специальные пылесосы.